# 澤列尼蓋 (多馬尼夫卡區)
47°44′39″N 30°59′11″E / 47.74417°N 30.98639°E
澤列尼蓋（烏克蘭語：Зелений Гай），是烏克蘭南部的村莊，隸屬尼古拉耶夫州的沃茲涅先斯克區。該村面積0.9平方公里，海拔高度48米，2001年人口305，人口密度每平方公里338.9人。